# アントニー・C・サットン
アントニー・C・サットン（Antony Cyril Sutton、1925年2月14日 - 2002年6月17日）は、イギリス生まれのアメリカの経済学者、歴史学者、作家。

## 経歴
サットンはロンドン大学、ゲッティンゲン大学とカリフォルニア州立大学で学びし、英国サウサンプトン大学にてD.Sc.を取得した。
米国ロサンゼルスにあるカリフォルニア州立大学で経済学部教授として働き、1968年から1973年までスタンフォード大学フーヴァー研究所の研究員であった。当機関に所属している間、欧米技術とソ連経済発展の関連について "Western Technology and Soviet Economic Development"（全3巻）を出版し、ソ連発足初期から欧米諸国もその発展に深く関与したことを証明した。
またサットンはソ連が持つ技術的能力や製造能力も多数の米企業の支援と、米国民が納める税から融資を受けたことも指摘した。
鉄鋼業やフォードの子会社であったGAZ自動車工場など, 複数のソ連企業は米からの技術によって作られたことや、さらにはソ連がMIRVミサイル技術を手に入れたのも、高性能ベアリング製造に必要な（米からの）工作機械によって可能となったとしている。
1973年に3冊目の原稿から軍事技術関連部分を別編として "Military Aid to the Soviet Union" のタイトルで出版し、その結果フーヴァー研究員の仕事を辞任することになった。
上記問題の研究成果として、冷戦が生んだ様々な対立が「共産主義を制覇するため」続けられたのではなく、数十億ドル規模の軍事需要を意図的に維持するためだったと強調した。
少なくとも朝鮮戦争とベトナム戦争の場合、対立の両側も直接的・間接的に米国によって武装されていた。
続編として、軍事技術転写の役割について論じた"The Best Enemy Money Can Buy" を書いた。